# Canal de la mer Blanche
Le canal de la mer Blanche (en russe : Беломо́рско-Балти́йский кана́л, Belomorsko-Baltiski kanal, en abrégé ББК, BBK, en français  canal mer Blanche-Baltique) est un canal reliant la mer Blanche, le lac Onega et le lac Ladoga à la mer Baltique près de Saint-Pétersbourg, depuis le 2 août 1933. Il fait partie du système des Cinq-Mers, officiellement le réseau unifié de voies navigables de grande profondeur en Russie d'Europe.
Son nom d’origine était Belomorsko-Baltiski kanal imeni Stalina (« le canal de la mer Blanche à la mer Baltique du nom de Staline ») et il était connu sous l’abréviation « Belomorkanal ». La réalisation de ce canal fut supervisée par le tchékiste Naftali Frenkel et réalisée par des prisonniers du Goulag, les zeks, à partir de septembre 1931.
Anne Applebaum avance que 170 000 détenus y travaillèrent et qu'environ 25 000 y moururent, mais certains estiment qu'environ 30 000 personnes sur 300 000 zeks périrent au cours de sa construction,. Dans L'Archipel du Goulag, Alexandre Soljenitsyne estime, quant à lui, que la construction du Belomorkanal a coûté la vie à 250 000 hommes.
Le Belomorkanal fut inauguré le 2 août 1933 lors d’une visite de Joseph Staline.

## Histoire

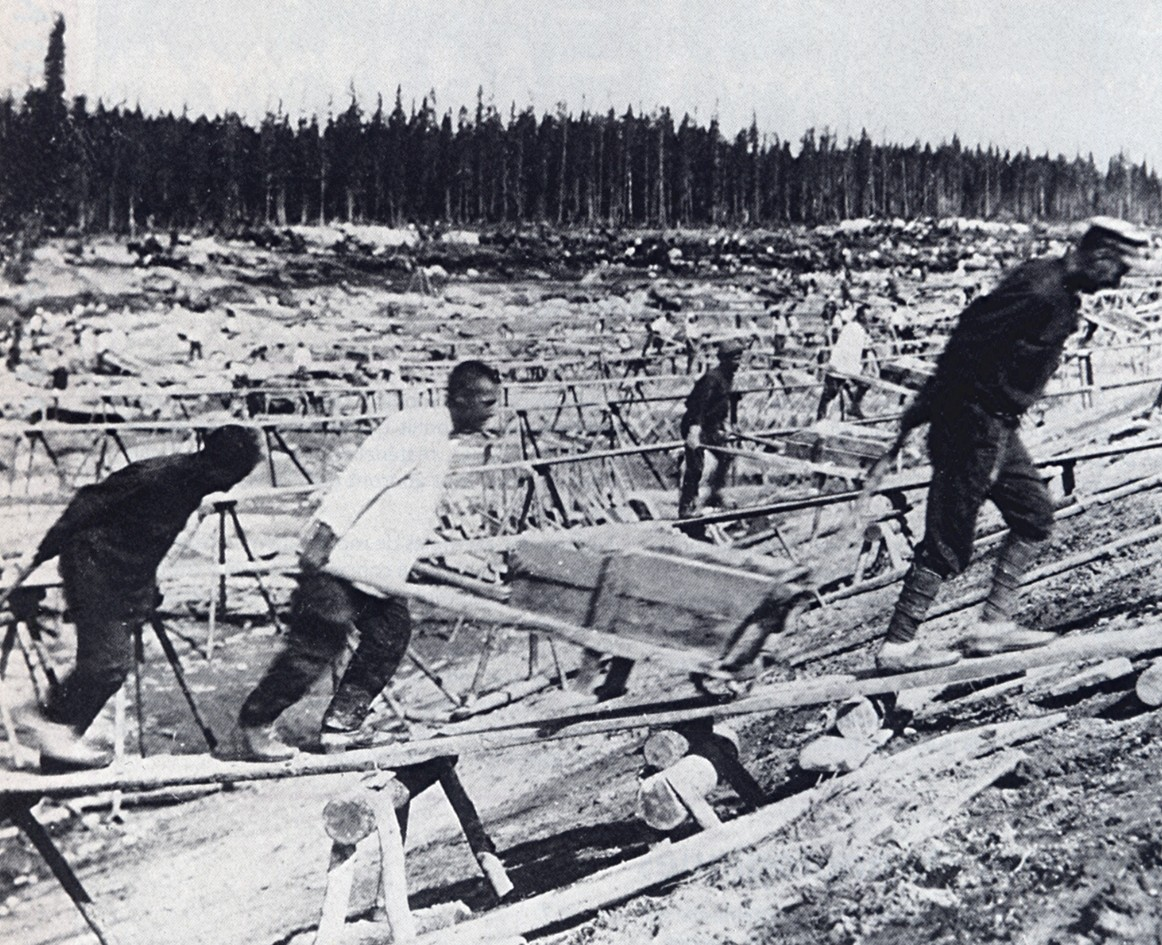
Prisonniers construisant le canal, 1931-1933.

Le canal parcourt en partie plusieurs cours d’eau et lacs tels que le lac Onega et le lac Vygozero. D'une longueur totale de 225 km, il comprend cinq barrages et dix-neuf écluses. Les travaux commencèrent en septembre 1931 et durèrent vingt mois, dirigés par Naftali Frenkel. Pour accroître la main-d’œuvre, on fit venir des prisonniers des îles Solovetski, situées en mer Blanche. Le canal fut réalisé principalement grâce aux travaux manuels forcés.
Staline présenta le canal comme un modèle de réussite du plan quinquennal. Pourtant, le projet n'avait pas été prévu dans le premier plan quinquennal. Il a cependant été construit en un temps record avec des moyens techniques rudimentaires : selon les termes de Staline « bistro i dechevo » (« vite et à faible coût »). Le Belomorkanal fut l'un des premiers grands chantiers à être réalisés par des détenus. Le travail servile fut présenté par la propagande comme une politique pénale novatrice, la perekovka (littéralement la « refonte » - réhabilitation par le travail).
Environ cent vingt artistes et écrivains amenés sur le chantier en firent la propagande : Maxime Gorki, Alexeï Nicolaïevitch Tolstoï, Victor Chklovski, Mikhaïl Zochtchenko, Bruno Jasieński décrivirent le « grand chantier » avec emphase et un enthousiasme de commande : l'un d'eux, en mal d'image, calcula que la terre extraite lors de terrassement aurait pu servir à élever sept pyramides de Khéops. La pièce Les Aristocrates de Nikolaï Pogodine lui est également consacrée et le long métrage de Ievgueni Tcherviakov, adapté de ladite pièce en 1936 avec le titre Les Prisonniers.
Le canal avait cependant déplu à Staline et quinze jours après son inauguration, il lança un nouveau projet, beaucoup mieux pensé, le « Grand Canal de la mer Blanche ». L'étude dura trois ans, mais quand elle fut terminée, l'heure était à d'autres problèmes (Grandes Purges).
Selon Tomasz Kizny, la construction du canal fut un fiasco total. Le Belomorkanal ne joua jamais le moindre rôle stratégique. En 1941, les artificiers soviétiques dynamitèrent certaines structures pour freiner l'assaut des troupes finlandaises, noyant le village en bois de Povenets.

## Usage
Le canal est trop peu profond pour la plupart des navires lourds.

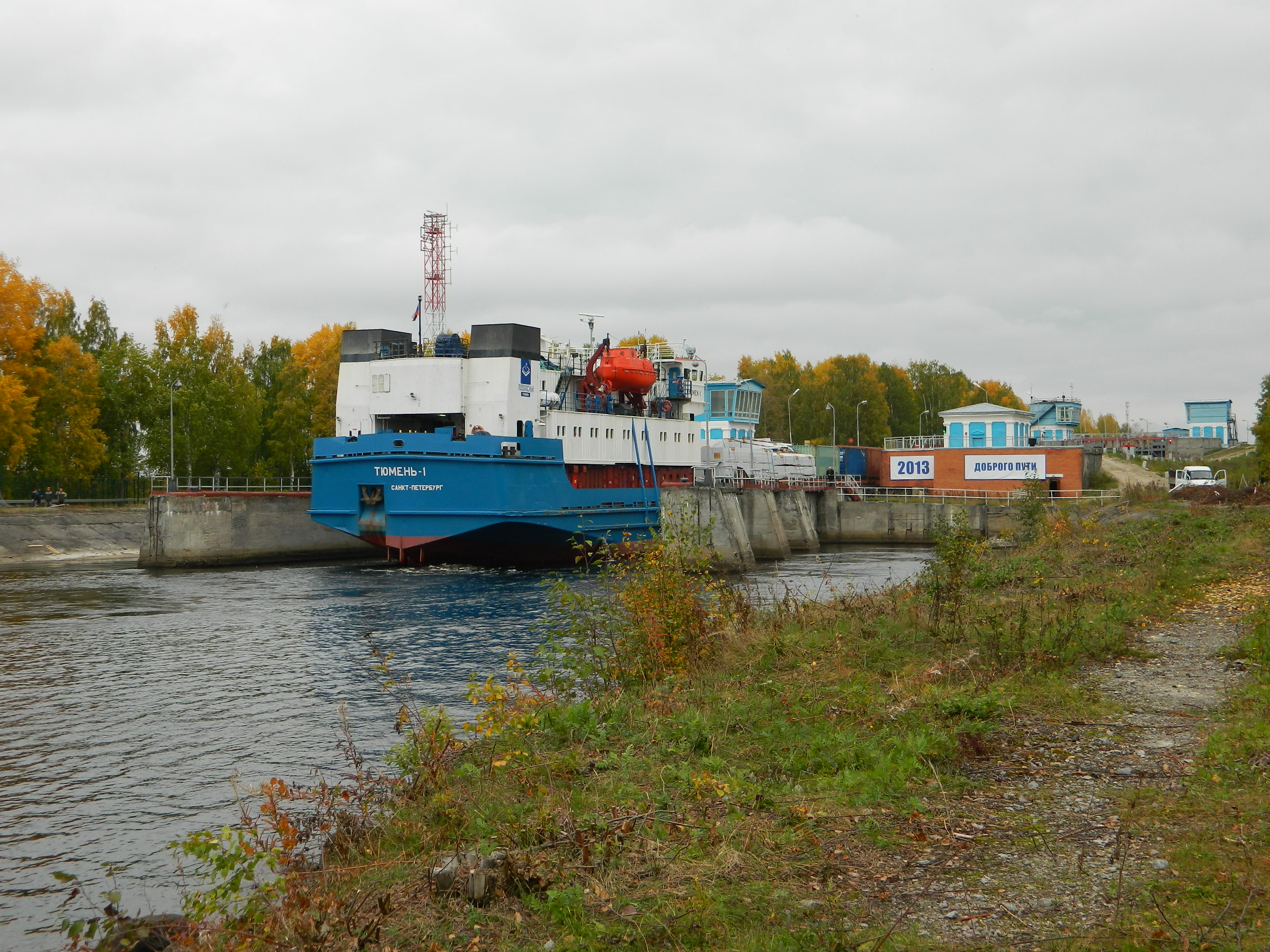
Un cargo entre dans l'écluse n° 1.

Le tonnage des cargaisons a atteint un maximum en 1985, avec 7,3 millions de tonnes transportées. Le tonnage est resté élevé jusqu'en 1990, puis a diminué après la chute de l'Union soviétique. L'utilisation a augmenté à nouveau progressivement au XXIe siècle, mais est restée bien en deçà du pic de l'ère soviétique, avec seulement 0,3 million de tonnes en 2002.
Au cours de la saison 2007, le canal a transporté 0,4 million de tonnes de marchandises ainsi que 2 500 passagers. Il est désormais exploité par l'Administration des voies navigables et de la navigation de la mer Blanche et du lac Onega (Беломорско-Онежское государственное бассейновое управление водных путей и судоходства), qui est également responsable de la navigation sur le lac Onega et dans la zone portuaire de Belomorsk (mais pas dans les eaux libres de la mer Blanche). Le canal ne représentait apparemment qu'une petite partie de l'activité globale de l'agence en matière de transport maritime, qui s'élevait en 2007 à 4,6 millions de tonnes et 155 000 passagers.
Selon les statistiques officielles, un total de 193 millions de tonnes de marchandises ont été transportées par le canal au cours de ses 75 premières années d'existence (1933-2008).
Le canal permet de transporter des objets lourds et encombrants des centres industriels russes vers la mer Blanche, puis par bateau vers les ports du nord de la Sibérie. Par exemple, à l'été 2007, une grande pièce d'équipement pour le champ pétrolier sibérien de Rosneft a été livrée par l'Amur-1516 de Dzerzhinsk sur le fleuve Oka, via la voie navigable Volga-Baltique et le canal de la mer Blanche à Arkhangelsk, et de là par le cargo océanique de classe SA-15 Kapitan Danilkin à Dudinka sur le fleuve Ienisseï. En 2011, des équipements lourds destinés à la centrale hydroélectrique de Sayano-Shushenskaya ont été expédiés de Saint-Pétersbourg via le canal, la mer Arctique et le fleuve Ienisseï.

## Aujourd'hui

Plan du canal centré sur le lac Vygozero, avec au nord la mer Blanche et au sud le lac Onega.

De nos jours, les bateaux souhaitant utiliser le canal doivent faire au maximum 14,3 mètres de large et 135 mètres de long. La voie navigable fait 36 mètres de large et 3,5 mètres de profondeur, avec un rayon de courbure de 500 mètres. La vitesse est limitée à 8 kilomètres par heure dans les portions creusées. La navigation doit être arrêtée en cas de basse visibilité.
Le pic de tonnage est atteint en 1985 avec 7,3 millions de tonnes transportées par le canal. Les quantités transportées restent élevées jusqu'en 1990, puis déclinent. Le tonnage transporté remonte lentement au XXIe siècle, avec 283 400 tonnes en 2001 et 314 600 tonnes en 2002, 400 000 tonnes en 2007. De plus, 2500 passagers ont emprunté cette année le canal. Celui-ci est exploité par l'Administration des cours d'eau et de la navigation du bassin d'État de la mer Blanche et du lac Onega (en russe : Беломорско-Онежское государственное бассейновое управление водных путей и судоходства ).
Le canal est également utilisé pour transporter des objets lourds et volumineux des centres industriels russes jusqu'à la mer Blanche, et ensuite vers les ports du nord de la Sibérie. Par exemple à l'été 2007 une pièce importante pour le champ pétrolier de Vankor exploité par la société Rosneft est apportée jusqu'au Ienisseï, pour ếtre déchargée au port de Doudinka.

### Données techniques
L'ensemble de la voie navigable dispose de 19 écluses, 41 digues, 34 canaux, 13 barrages et 13 déversoirs.

## Postérité

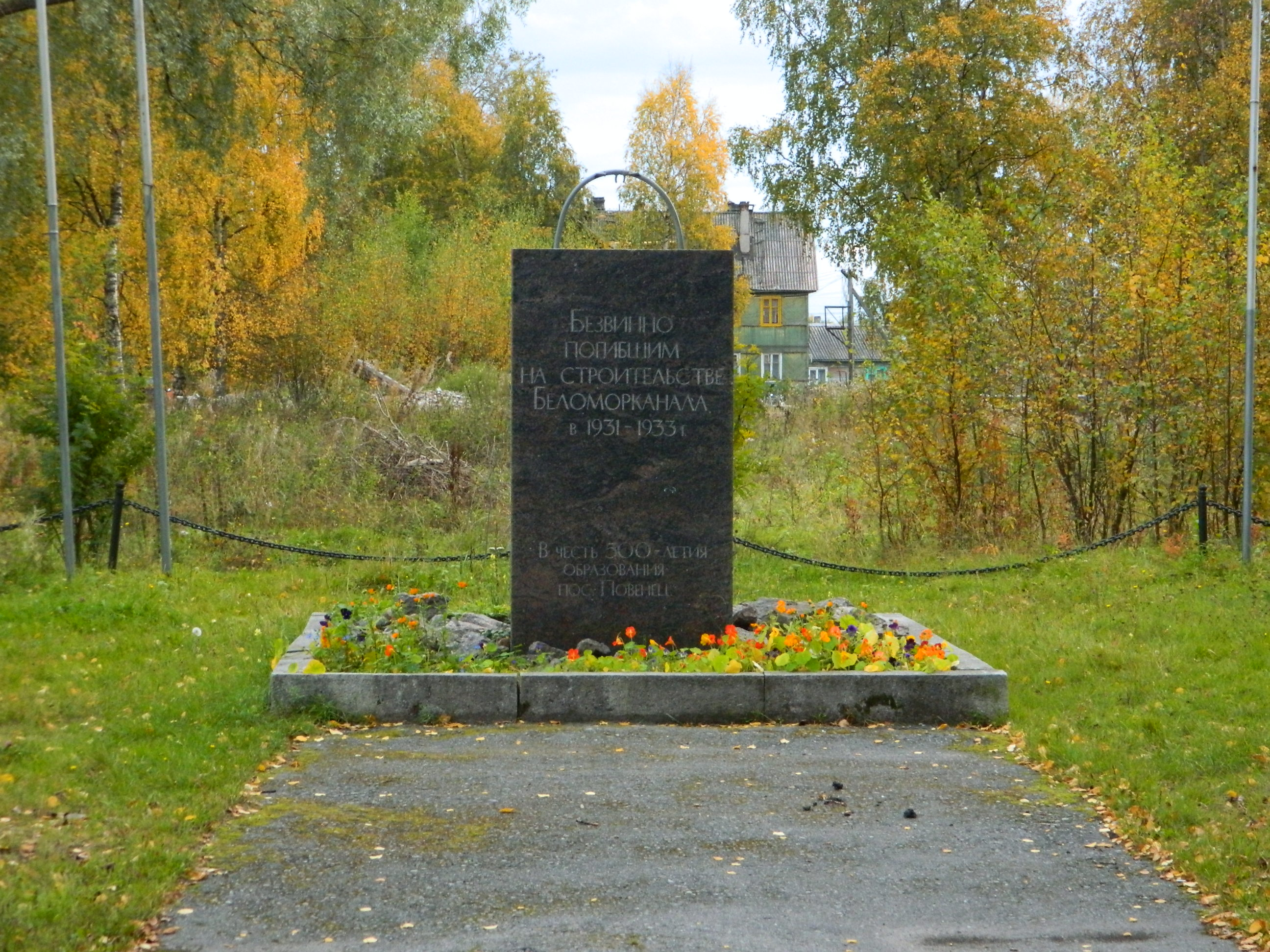
Un mémorial aux victimes de la construction du canal situé à Povenets.

La marque de cigarettes soviétique Belomorkanal commémore le canal. Ce sont des cigarettes fortes et bon marché.
Un monument aux prisonniers morts lors de la construction du canal est édifié à Povenets, et un plus petit mémorial se trouve également à Belomorsk près de l'entrée du canal dans la Mer Blanche. Une pièce de théâtre sur le canal est écrite par Nikolaï Pogodine.
Les mots zeka, zek, z/k (zaklioutchonny kanaloarmeets, c'est-à-dire « détenu-combattant du canal ») sont également passés dans le langage courant pour désigner un prisonnier. Ces termes désignent par la suite tout détenu des goulags.

### Filmographie
- Triptyque russe, documentaire réalisé par François Caillat (2018)